# Transcontinentale spoorlijn
Een transcontinentale spoorlijn is een spoorlijn die een heel continent doorkruist. In volgorde van gereedkomen:
- De Panamaspoorweg in Panama, geopend in 1855, slechts 76 kilometer lang.
- De Transcontinental Railroad in de Verenigde Staten, geopend in 1869.
- De Canadian Pacific Railway in Canada, geopend in 1885.
- De Trans-Siberische spoorlijn in Rusland, geopend in 1905.
- De Trans-Australian Railway, geopend in 1912.

Ooit bestonden plannen voor de aanleg van een spoorweg tussen Caïro (Egypte) en Kaapstad (Zuid-Afrika), maar deze plannen werden nooit uitgevoerd.